# Романовский-Искандер, Кирилл Александрович
Князь Кирилл Александрович Романовский-Искандер, он же Сирил Искандер Романов, с 1920-х годов Кирилл Николаевич Андросов (5 декабря 1915, Петроград, Российская империя — 7 февраля 1992, Москва, Россия) — один из двух последних членов Дома Романовых, оставшихся в живых в России после Революции 1917 года и Гражданской войны (вместе с сестрой Натальей); офицер-артиллерист Красной армии, участник Великой Отечественной войны.

## Происхождение
Отец Кирилла — князь Александр Николаевич Романовский-Искандер, мать — Ольга Иосифовна Роговская (1893—1962) из старинного польского рода. Дед по отцовской линии — великий князь Николай Константинович, сын великого князя Константина Николаевича. Тот, в свою очередь, был младшим сыном российского императора Николая I. Таким образом, Кирилл Александрович (Кирилл Николаевич) был праправнуком Николая I и относился к ветви Константиновичей Российской Императорской Фамилии, начинающейся с великого князя Константина Николаевича, и был представителем княжеского рода Искандер. Однако потомки Николая Константиновича не имели никаких прав на престол в связи со скандалом, разразившимся весной 1874 года.
Однажды мать великого князя Александра Иосифовна обнаружила кражу трёх бриллиантов из оклада одной из икон. В ходе расследования выяснилось, что бриллианты были украдены Николаем Константиновичем и должны были пойти на подарки американской авантюристке Фанни Лир (настоящее имя Гетти Блэкфорд), в которую великий князь был влюблён. По итогам расследования Николай официально был объявлен душевнобольным, что предполагало его принудительное лечение и содержание под стражей. Одновременно он лишался всех званий и наград, вычёркивался из списка своего полка и подлежал выдворению из Петербурга. С 1874 по 1881 годы он сменил не менее 10 мест жительства. В 1877 году император Александр II выслал великого князя в Оренбург, где тот встретил Надежду Александровну фон Дрейер (1861—1929), дочь полицмейстера Александра Густавовича Дрейера и Софьи Ивановны Огановской. Он женился на ней 15 (27) февраля 1878 года, венчавшись в храме Казанской иконы Божией Матери в селе Берды, даже несмотря на отсутствие высочайшего позволения, и совершил это под фамилией Волынский, взятой по одному из полков. 28 мая (9 июня) 1879 года Правительствующий синод признал этот брак незаконным, а 17 августа 1877 года Николай Константинович был лишён титула великого князя и прав на наследство для всех своих потомков.
Спустя три года, в 1881 году воцарившийся на престоле император Александр III выслал Николая Константиновича в Ташкент, в Туркестанское генерал-губернаторство, где тот организовал строительство ирригационных сооружений и создание оросительной системы. В том же году к Николаю Константиновичу приехала жена Надежда, чтобы скрасить его одиночество. За деятельность по развитию города Николай Константинович получил от жителей Туркестана прозвище «Искандер», ставшее фамилией, а родившиеся в Ташкенте его двое сыновей Артемий и Александр унаследовали эту фамилию. Надежда Александровна и её сыновья в дальнейшем проживали в Петербурге в доме на углу Каменноостровского проспекта и Большой Монетной улицы. Александр окончил Императорский Александровский лицей в 1911 году, в июне того же года женился на Ольге Иосифовне Роговской (1893—1962), дочери статского советника Иосифа Станиславовича Роговского и Ольги Петровны Персидской. Артемий умер от тифа в 1919 году. В дальнейшем на территории СССР осталось лишь двое из потомков Романовых по мужской линии — дети Александра Николаевича Искандера (Наталья и Кирилл). Остальные или эмигрировали, или умерли во время Гражданской войны и последующие предвоенные годы.
Среди родственников Кирилла и Натальи был принц Греческий и Датский Михаил — внук Ольги Константиновны Романовой и сын ее младшего сына Христофора.

## Биография
Кирилл Александрович Романовский-Искандер родился 5 декабря 1915 года в Петрограде. В возрасте 2 лет он впервые встретился со своим дедом по отцовской линии, великим князем Николаем Николаевичем, который приехал в Петроград после Февральской революции на крещение своей внучки Натальи, сестры Кирилла: до революции он проживал в Ташкенте под надзором жандармов, а в марте приехал в Петроград, чтобы встретиться с женой и двумя сыновьями. Он также отправил Александру Керенскому телеграмму с пожеланиями успехов, текст которой был опубликован во многих газетах.
В канун падения Временного правительства Николай Константинович перевёз всю семью из Петрограда в Ташкент. Пришедшие к власти большевики не трогали его семью, хотя по словам исповедника великого князя отца Феофила, революционеры тайно готовились от него избавиться, чему помешала только наступившая в феврале 1918 года смерть князя после болезни. В дальнейшем Надежда Александровна фон Дрейер неоднократно водила внуков Николая Константиновича на его могилу. Согласно завещанию князя, его ташкентский дворец должен был перейти в собственность городу при условии, что там откроют музей: дворец был национализирован и превращён в музей, а в наши дни является Домом приёмов МИД Узбекистана. При этом родственники князя были вынуждены переехать жить в сторожку в парке. Рядом с дворцом рос сад со множеством ореховых деревьев, который вскоре вырубили.
Отец Кирилла Александр Николаевич застал Февральскую революцию в Евпатории, где лечился после контузии с переломом двух костей на правой ноге: в апреле 1918 года он добрался до Ташкента, где уже к власти пришли большевики. Он устроился на службу в городской суд, где проработал до января 1919 года, а 19 января присоединился к вспыхнувшему в городе восстанию военкома Осипова, после подавления которого собрал офицерский партизанский отряд численностью 101 человек. С этим Ташкентским отрядом он прошёл через Бухару, Иран и пустыню Кара-Кум, соединившись с Туркестанской армией, а после её разгрома через Красноводск ушёл от большевиков на кораблях ВСЮР. С марта 1920 года он служил в Крыму, где командовал взводом в эскадроне; дослужился до звания ротмистра. Из Крыма он ушёл в Галлиполи, оттуда выбрался в Афины, а затем осел во Франции, где жил до своей смерти.
После революции Кирилл и его сестра Наталья оставались единственными двумя потомками Романовых по мужской линии в СССР. Остальные представители либо эмигрировали из России, либо погибли во время Гражданской войны. Прожив в Ташкенте около 5 лет, Наталья, Кирилл и их мать Ольга перебрались в Москву в 1922 году. В 1924 году Ольга Иосифовна вышла замуж за ответственного служащего по финансовой части Николая Николаевича Андросова (1877—1936), который вписал Наталью и Кирилла в паспорт как своих детей: таким образом Кирилл Александрович Искандер стал Кириллом Николаевичем Андросовым. Следы великокняжеского происхождения были документально стёрты, что при этом избавило детей от многих неприятностей. В Москве семья поселилась в коммунальной квартире на Плющихе, а в 1929 году перебралась в подвал дома 30 на Арбате: причиной переезда стал донос соседа-партийца.
Всю оставшуюся жизнь брат с сестрой прожили в СССР, но, по словам Михаила Греческого, брат и сестра не ладили друг с другом с детства и в дальнейшем не поддерживали никаких отношений. Наталья стала мотогонщицей и цирковой артисткой, выступала до 1967 года в аттракционе на Парке Горького. Кирилл участвовал в Великой Отечественной войне, служил в 664-м артиллерийском полку и имел звание сержанта. Был ранен 21 июня 1943 года. Награждён орденом Отечественной войны II степени (6 апреля 1985).
Супругой Кирилла была Марина Семёновна (1924 — 5 марта 2000), однако этот брак был бездетным. Кирилл Николаевич Андросов (он же Кирилл Александрович Романовский-Искандер) скончался 7 февраля 1992 года в Москве и был похоронен на Ваганьковском кладбище рядом с матерью Ольгой, сестрой Натальей и супругой Мариной. Род Искандер угас в 1999 году после смерти Натальи.

## Комментарии
1. ↑  В других источниках в качестве даты рождения указано 5 декабря 1914 года, местом рождения назван Ташкент[15].